# SheBelieves Cup 2018
Navigation
Édition précédente Édition suivante
La SheBelieves Cup 2018  est la troisième édition de la SheBelieves Cup, un tournoi de football féminin sur invitation qui se déroule aux États-Unis. Il a lieu du 1er au 7 mars 2018.

## Équipes
| Équipe     | Classement FIFA (Décembre 2017) |
| ---------- | ------------------------------- |
| Allemagne  | 2                               |
| Angleterre | 3                               |
| États-Unis | 1                               |
| France     | 6                               |

## Format
Les quatre équipes invitées jouent un tournoi sous le format d'une poule unique.
Les points gagnés dans la phase de poule suivent la formule standard de trois points pour une victoire, un point pour un match nul et zéro point pour une défaite.

## Classement final
| Rang | Équipe     | Pts | J | G | N | P | Bp | Bc | Diff |
| ---- | ---------- | --- | - | - | - | - | -- | -- | ---- |
| 1    | États-Unis | 7   | 3 | 2 | 1 | 0 | 3  | 1  | +2   |
| 2    | Angleterre | 4   | 3 | 1 | 1 | 1 | 6  | 4  | +2   |
| 3    | France     | 4   | 3 | 1 | 1 | 1 | 5  | 5  | 0    |
| 4    | Allemagne  | 1   | 3 | 0 | 1 | 2 | 2  | 6  | -4   |

## Résultats
| 1er mars 2018       | Angleterre                                     | 4 - 1   | France     | Mapfre Stadium, Columbus, Ohio                  |                                                 |
| 16 h 00 (UTC−05:00) | Duggan 7e · Scott 28e · Taylor 39e · Kirby 46e | (3 - 0) | 77e Thiney | Spectateurs : 7 566 Arbitrage : Christina Unkel | Spectateurs : 7 566 Arbitrage : Christina Unkel |
| 16 h 00 (UTC−05:00) | (Rapport)                                      |         |            | Spectateurs : 7 566 Arbitrage : Christina Unkel | Spectateurs : 7 566 Arbitrage : Christina Unkel |

| 1er mars 2018       | États-Unis  | 1 - 0   | Allemagne | Mapfre Stadium, Columbus, Ohio                  |                                                 |
| 19 h 00 (UTC−05:00) | Rapinoe 17e | (1 - 0) |           | Spectateurs : 14 591 Arbitrage : Melissa Borjas | Spectateurs : 14 591 Arbitrage : Melissa Borjas |
| 19 h 00 (UTC−05:00) | (Rapport)   |         |           | Spectateurs : 14 591 Arbitrage : Melissa Borjas | Spectateurs : 14 591 Arbitrage : Melissa Borjas |

| 4 mars 2018         | États-Unis | 1 - 1   | France        | Red Bull Arena, Harrison, New Jersey           |                                                |
| 12 h 00 (UTC−05:00) | Pugh 35e   | (1 - 1) | 38e Le Sommer | Spectateurs : 25 706 Arbitrage : Lucia Venegas | Spectateurs : 25 706 Arbitrage : Lucia Venegas |
| 12 h 00 (UTC−05:00) | (Rapport)  |         |               | Spectateurs : 25 706 Arbitrage : Lucia Venegas | Spectateurs : 25 706 Arbitrage : Lucia Venegas |

| 4 mars 2018         | Allemagne                      | 2 - 2   | Angleterre    | Red Bull Arena, Harrison, New Jersey      |                                           |
| 15 h 00 (UTC−05:00) | Kayikçi 17e · Bright 51e (csc) | (1 - 1) | 18e 73e White | Spectateurs : 7 882 Arbitrage : Karen Abt | Spectateurs : 7 882 Arbitrage : Karen Abt |
| 15 h 00 (UTC−05:00) | (Rapport)                      |         |               | Spectateurs : 7 882 Arbitrage : Karen Abt | Spectateurs : 7 882 Arbitrage : Karen Abt |

| 7 mars 2018         | France                                 | 3 - 0   | Allemagne | Orlando City Stadium, Orlando, Floride          |                                                 |
| 16 h 00 (UTC−05:00) | Henry 10e · Le Sommer 55e · Gauvin 68e | (1 - 0) |           | Spectateurs : 6 525 Arbitrage : Christina Unkel | Spectateurs : 6 525 Arbitrage : Christina Unkel |
| 16 h 00 (UTC−05:00) | (Rapport)                              |         |           | Spectateurs : 6 525 Arbitrage : Christina Unkel | Spectateurs : 6 525 Arbitrage : Christina Unkel |

| 7 mars 2018         | États-Unis         | 1 - 0   | Angleterre | Orlando City Stadium, Orlando, Floride              |                                                     |
| 19 h 00 (UTC−05:00) | Bardsley 58e (csc) | (0 - 0) |            | Spectateurs : 12 351 Arbitrage : Carol Anne Chenard | Spectateurs : 12 351 Arbitrage : Carol Anne Chenard |
| 19 h 00 (UTC−05:00) | (Rapport)          |         |            | Spectateurs : 12 351 Arbitrage : Carol Anne Chenard | Spectateurs : 12 351 Arbitrage : Carol Anne Chenard |